# På opfordring
På opfordring är ett album från 1995 av det svenska dansbandet Thorleifs. Vissa av sångerna sjungs på danska.

## Låtlista
1. Fem røde roser till dig
2. Jeg vill ge dig en sang
3. Med deg vill jag leve
4. Jeg danser med en engel
5. Du tænde stjernerne (Och du tände stjärnorna)
6. Kurragömma
7. Græd ingen tårer (Gråt inga tårar)
8. Rosor doftar alltid som mest när det skymmer
9. The Young Ones
10. Jeg vandt dit hjerte
11. Farväl
12. Raka rör (och ös till bäng)
13. Det er ingen jag savner som dig
14. En dag i juni (Safe in My Garden)
15. Swing'n Rock (medley)
16. Krama mig igen